# Associació Cartogràfica Internacional
L'Associació Cartogràfica Internacional (ACI), en anglès International Cartographic Association (ICA) i en francès Association Cartographique Internationale (ACI), és una organització que va ser fundada el 1959 a Berna, Suïssa, formada per les organitzacions nacionals membres i creada per promoure la disciplina i la professió de la cartografia en un context internacional.

## Origen
L'associació va ser creada el 9 de juny de 1959, a Berna, Suïssa, fruit de les conferències preparatòries celebrades des de 1956 a 1959 a Estocolm, Chicago i Mainz (Alemanya), que van ser promogudes per grans empreses geogràfiques i associacions científiques privades. La primera Assemblea General es va celebrar a París el 1961. Per aconseguir aquests objectius, l'ICA treballa amb organismes governamentals i comercials nacionals i internacionals, i amb altres societats científiques internacionals.

## Membres
L'associació permet dos tipus de subscripcions:
- Els membres nacionals són organitzacions nacionals que s'ocupen de la cartografia i la informació geogràfica, com ara les agències nacionals de cartografia. Representen als estats i només és permesa una entitat per país.
- Els membres afiliats són organitzacions internacionals o nacionals, institucions o empreses, de caràcter científic o tècnic, que desitgen donar suport a la missió i les activitats de l'ICA.

## Pressupostos
Els seus pressupostos estan formats per les contribucions anuals dels seus membres, les quals estan dividides en 7 categories que van des d'una unitat a deu unitats; cadascuna de les unitats equival a 250 euros.

## Premis que atorga l'ACI/ICA
L'associació atorga una sèrie de premis:
- Medalla d'Or Carl Maneerfelt, per a cartògrafs per contribucions significatives
- Títol de Membre Honorari de l'ICA
- Diploma per Serveis Excepcionals a l'ICA
- Beques d'Honor, per a cartògrafs de renom internacional que han fet aportacions a les seves organitzacions (Medalla de bronze)

Pel que fa a la Medalla d'Or Carl Maneerfelt, el premi porta el nom del cartògraf suec, Carl Mannerfelt, qui en 1981 va guanyar el mateix premi que porta el seu nom. Aquesta medalla va ser instituïda a Estocolm el 1979 i fins a 2015, s'havien atorgat 13 d'aquestes medalles.
| Nom                       | Nacionalitat           | Any       |
| ------------------------- | ---------------------- | --------- |
| Fraser Taylor             | Canadà                 | 2013      |
| Ferjan Ormeling           | Països Baixos          | 2009      |
| Jack Dangermond           | Estats Units d'Amèrica | 2007      |
| David Rhind               | Regne Unit             | 2005      |
| Ernst Spiess              | Suïssa                 | 2005      |
| Chen Shupeng              | Xina                   | 2001      |
| Joel L. Morrison          | Estats Units d'Amèrica | 2001      |
| Jacques Bertin            | França                 | 1999      |
| Ferdinand J. Ormeling     | Països Baixos          | 1987      |
| Carl Mannerfelt           | Suècia                 | 1981      |
| Arthur H. Robinson        | Estats Units d'Amèrica | 1980      |
| Konstantin A. Salichtchev | Unió Soviètica         | 1980      |
| Eduard Imhof              | Suïssa                 | 1979-1980 |

## Conferències
Les Conferències Cartogràfiques Internacionals (International Cartographic Conferences) (ICC) tenen lloc cada dos anys en un dels països membres. A cada segona conferència (cada quatre anys) que acull l'Assemblea General de l'ACI.
- 2019: Tòquio,  Japó
- 2017: Washington D.C.,  Estats Units
- 2015: Rio de Janeiro,  Brasil
- 2013: Dresden,  Alemanya
- 2011: París,  França
- 2009: Santiago de Xile,  Xile
- 2007: Moscou,  Rússia
- 2005: La Corunya,  Espanya
- 2003: Durban,  Sud-àfrica
- 2001: Pequín,  Xina
- 1999: Ottawa,  Canadà
- 1997: Estocolm,  Suècia
- 1995: Barcelona,  Espanya
- 1993: Colònia,  Alemanya
- 1991: Bournemouth,  Regne Unit
- 1989: Budapest,  Hongria
- 1987: Morelia,  Mèxic
- 1984: Perth,  Austràlia
- 1982: Varsòvia,  Polònia
- 1980: Tòquio,  Japó
- 1978: College Park (Maryland),  Estats Units
- 1976: Moscou,  Unió Soviètica
- 1974: Madrid,  Espanya
- 1972: Ottawa,  Canadà[7]
- 1970: Stresa,  Itàlia
- 1968: Delhi,  Índia
- 1967: Amsterdam,  Països Baixos
- 1964: Edimburg,  Regne Unit[8]
- 1962: Frankfurt, Main,  Alemanya Occidental
- 1961: París,  França[4]

## Presidents
| Nom         | Nacionalitat            | Any            |
| ----------- | ----------------------- | -------------- |
| (2019-)     | Tim Trainor             | Estats Units   |
| (2015-2019) | Menno-Jan Kraak         | Països Baixos  |
| (2011-2015) | Georg Gartner           | Àustria        |
| (2007-2011) | William Cartwright      | Austràlia      |
| (2003-2007) | Milan Konecny           | Txèquia        |
| (1999-2003) | Bengt Rystedt           | Suècia         |
| (1995-1999) | Michael Wood            | Regne Unit     |
| (1987-1995) | Fraser Taylor           | Canadà         |
| (1984-1987) | Joel Morrison           | Estats Units   |
| (1976-1984) | Ferdinand J. Ormeling   | Països Baixos  |
| (1972-1976) | Arthur H. Robinson      | Estats Units   |
| (1968-1972) | Konstantin A.Salishchev | Unió Soviètica |
| (1964-1968) | Dennis Thackwell        | Regne Unit     |
| (1961-1964) | Eduard Imhof            | Suïssa         |